# 数位 (数学)
数位（digit's place）或位（place），指一个数中每一个数字所占的位置。
整数部分的数位从右起，每4个数位是一级。「个级」包括个位、十位、百位和千位，表示多少个一；「万级」包括万位、十万位、百万位和千万位，表示多少个万；「亿级」包括亿位、十亿位、百亿位和千亿位，表示多少个亿……。
小数部分的数位从左往右依次为十分位、百分位、千分位……表示多少个十分之一、百分之一、千分之一……。
一个自然数数位的个数叫做位数，例如9这个数，它只含一个数位（即只有个位这个位置有数字），所以9就是一位数；90000则有个位、十位、百位、千位与万位，总共含五个数位，所以90000就是五位数。
| 整数部分 | 整数部分 | 整数部分 | 整数部分 | 整数部分 | 整数部分 | 整数部分 | 整数部分 | 整数部分 | 整数部分 | 整数部分 | 整数部分 | 整数部分 |        | 小数部分 | 小数部分 | 小数部分 | 小数部分 |
| ……       | 亿级     | 亿级     | 亿级     | 亿级     | 万级     | 万级     | 万级     | 万级     | 个级     | 个级     | 个级     | 个级     |        | 千分级   | 千分级   | 千分级   | ……       |
| ……       | 千亿位   | 百亿位   | 十亿位   | 亿位     | 千万位   | 百万位   | 十万位   | 万位     | 千位     | 百位     | 十位     | 个位     | 小数点 | 十分位   | 百分位   | 千分位   | ……       |
| …        | 1        | 2        | 3        | 4        | 5        | 6        | 7        | 8        | 9        | 0        | 9        | 8        | .      | 7        | 5        | 4        | …        |

## 相關資料
- 进位制
- 中位數
- 純位數
- 记数系统
- 等數位數